# Řád rudé hvězdy
Řád rudé hvězdy je československé státní vyznamenání udělované na základě vládního nařízení č. 6/1955 Sb. ze dne 8. února 1955. 

## Vzhled vyznamenání
Jedná se o rudou pěticípou hvězdu ve smaltu s rudou stuhou. Ve středu se nachází stříbrný ovál se státním znakem. Rub je význačný tím, že je na něm vyraženo matriční číslo. Řád byl založen, aby ocenil zásluhy o obranu Československé republiky. Udílení předcházela slavnostní ceremonie a Řád byl předán z rukou prezidenta. Podmínkou jeho držení byla přímá účast ve válečných bojích. Jeho držitelství provázel příslušný dekret (řádová knížka) opatřený jménem nositele a podpisem ministra. Toto vyznamenání bylo po listopadu 1989 zrušeno zákonem č. 404/1990 Sb.

## Podmínky udělení
1. za vynikající bojovou činnost, která přispěla k značnému úspěchu našich vojsk za války,
2. za jednotlivé bojové činy, vykonané při obraně vlasti v míru,
3. za vynikající činnost zaměřenou k podstatnému zlepšení a zvýšení vojenské přípravy pracujících Československé republiky v celostátním měřítku,
4. za vynikající vynálezy a technická zlepšení ve výzbroji a vojenské technice,
5. za mimořádně úspěšnou činnost, která vedla k zvýšení bojové schopnosti ozbrojených sil a obranné schopnosti republiky.